# Ventosa (Spagna)
Ventosa è un comune spagnolo situato nella comunità autonoma di La Rioja.